# Komáromi János Gábor
Komáromi Gábor ( Debrecen, 1985– Debrecen, 2015) a DVSC vezérszurkolója volt. Halálát egy autóbaleset okozta.

## Élete
Gyerekkorát és kora ifjúságát Érsemjénben töltötte szegény sorsú magyar családban. Romániából 1988-ban szökött át a zöldhatáron Magyarországra – a városi legenda szerint – egy csapat ló társaságában. Debrecenben telepedett le, hamarosan a város ismert alakja lett. Először a Fohn család fogadta be, elektronikai boltjukban kapott munkát, majd az egykori Hunyadi étteremben dolgozott mosogatóként, segédmunkásként. Később a Barabás étterem hátsó bejáratánál rendezte be szállását, és alkalmi munkákból élt. Életfilozófiájáról 2002-ben így nyilatkozott a Körkép című újságnak: „Az utcán töltött évek alatt elértem, hogy az emberek ne mint koldusra tekintsenek, hanem mint Lujóra. Soha nem kukáztam, nem ültem ki a főtérre kalappal és táblával a »beteg fiam műtétjére« felirattal. Az emberi méltóság ott szűnik meg a földön kunyerálva, és nem akkor, ha adományokból élek. Adományokból, amelyekért ha kell, felseprem az utcát, összeszedem a szemetet, vagy csak mondok pár viccet vagy kis mondókát”.

## Munkássága
Az Alföld gyermekszínpad és Főnix diákszínpad művészeti vezetője, Várhidi Attila sokszor látta vendégül színpadán. Kondor Tamás (dr. Kondor) 1992-ben meghívta zenekarába, a Lyuhász Lyácint Bt-be, performernek. Részt vett a zenekar életét bemutató film, A nagy rekapituláció elkészítésében. Sok koncerten fellépett, például 1996-ban az 1. Independent fesztiválon, 1997-ben az Időkapszula-koncerten, 1998-ban az Agonia-koncerten. A Műhely Records által kiadott Agonia CD-n hallható is. 2000-ben ismét fellépett a zenekarral, és ő alakította Káosz kapitányt a zenekar „Káosz kapitány és a lázadók maroknyi csapata” című műsorában. 2001-ben filmstatisztaként szerepelt Hajdu Szabolcs filmrendező Macerás ügyek című filmjében.